# 圣桑福里安 (洛泽尔省)
圣桑福里安（法語：Saint-Symphorien，法語發音：[sɛ̃ sɛ̃fɔʁjɛ̃]）是法国洛泽尔省的一个旧市镇，属于芒德区。2019年1月1日，圣桑福里安与市镇尚邦堡合并为新市镇贝莱尔瓦勒当斯。

## 地理
圣桑福里安（44°50'23"N, 3°37'28"E）面积33.28 平方千米，位于法国奧克西塔尼大區洛泽尔省，该省份为法国南部内陆省份，北起上盧瓦爾省和康塔爾省，西接阿韦龙省，南至加尔省，东临阿尔代什省。
与圣桑福里安接壤的市镇（或旧市镇、城区）包括：克鲁瓦桑斯、尚邦堡、阿列河畔圣克里斯托夫、圣博内德蒙托鲁、拉瓦阿特热、格朗里约、圣保罗勒弗鲁瓦、托拉斯。
圣桑福里安的时区为UTC+01:00、UTC+02:00（夏令时）。

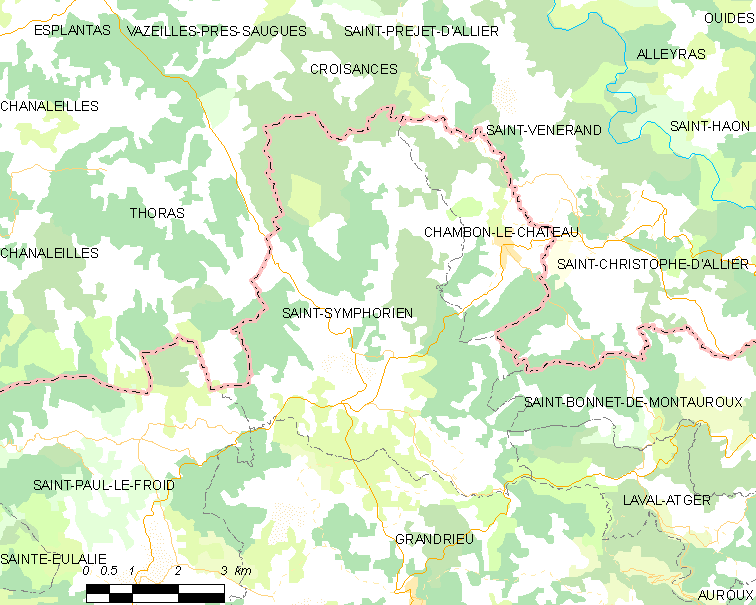
圣桑福里安的OSM定位图

## 行政
圣桑福里安的邮政编码为48600，INSEE市镇编码为48184。

## 政治
圣桑福里安所属的省级选区为格朗里约县。

## 人口

1962-2008年间圣桑福里安人口变化图示

圣桑福里安于2018年1月1日时的人口数量为244人。